# Sävsjö station
Sävsjö station är en järnvägsstation på Södra stambanan med uppehåll för regionaltåg samt med byten till långfärds- och landsvägsbussar. Tidigare var Sävsjö en knutpunkt mellan Södra stambanan och järnvägen mot Målilla via Vetlanda (Vetlandabocken) men denna smalspåriga järnväg blev nedlagd på 1970-talet.

## Historia
Järnvägen har betytt otroligt mycket för Sävsjö och dragningen av Södra stambanan genom Sävsjö är anledningen till att staden har blivit till och kunnat växa. Innan stambanan drogs fanns inte mer än ett torp på platsen men när man valde att dra järnvägen utmed Sävsjöån och anlade en station där började ett stationssamhälle att växa fram. Samhället fick namnet Sävsjö av den intilliggande Sävsjön och kontakten med Sävsjöån. Redan i mitten på 1880-talet hade Sävsjö vuxit till att bli ett municipalsamhälle med stort självstyre och 1947 bildades Sävsjö stad. Vid denna tidpunkt gick det att åka med järnväg direkt till bland annat Stockholm, Malmö, Göteborg och Jönköping men även byta till smalspår mot Vetlanda och Målilla med den så kallade Vetlandabocken.

## Stationen
När stationen i Sävsjö anlades 1864 byggdes här ett stationshus av den klassiska Gnestamodellen, ritat av SJ:s legendariske chefsarkitekten vid Statens Järnvägars arkitektkontor Adolf W. Edelsvärd. Detta stationshus var mycket vanligt på de större och mellanstora stationerna som anlades utmed Västra- och Södra stambanan på 1860-talet. Samma stationshusmodell återfanns bland annat i Laxå och Flen (senare flyttad), samhällen som har mycket gemensamt med Sävsjö. På 1920-talet rev man dock detta stationshus och anlade ett nytt i mer klassisk och minimalistisk stil. Ett så pass gammalt och omodernt stationshus som det av Gnestamodellen ansågs inte passande i Sävsjö, som vid tiden aspirerade på att bli stad. Det nya stationshuset togs i bruk år 1926 och ritades av SJ:s dåvarande chefsarkitekt Folke Zettervall och visar på en brytpunkt i Zettervalls stil. Många av hans tidigare stationshus hade varit av tegel eller puts och ofta visat prov på storslagenhet och elegans. Stationen i Sävsjö byggdes med helt andra stilreferenser och influerades istället av den nya tjugotalsklassicismen, kombinerat med inspiration från den småländska stugan. Denna typ av inspirationskälla går att se vid många av privatbanorna i Småland (bland andra Vetlanda–Sävsjö Järnväg och Sävsjöström-Nässjö Järnväg), där arkitekten Yngve Rasmussen varit en betydande person. Stationshuset är idag välbevarat, men har ändå genomgått den för många stationshus förödande effektivisering som SJ genomförde på 1950- och 60-talet då snickarglädje och burspråk togs bort. En gång i tiden fanns på Sävsjö station väntsal för I-III-klasspassagerare, nattväntsal för I och II-klass, järnvägsrestaurang, biljettförsäljning, resgodsexpedition samt post.
Sävsjö station är i sig ganska speciell då den befinner sig mitt i centrala Sävsjö med staden runt omkring sig. På de flesta andra platser ligger stationen en bit utanför stadens egentliga kärna och blir på så sätt ganska anonym. Anledningen till att just Sävsjö är uppbyggt på detta sätt är förutom att staden inte fanns då stationens plats valdes, också att Sävsjö station egentligen är en hållplats mellan de två obemannade stationerna Aleholm och Skrapstad i södra respektive norra delen av Sävsjö. Detta har lett till att stationsområdet med järnvägsspår  och växlar alltid varit ganska begränsat, då omlastning och spårbyten skett vid de två obemannade stationerna i utkanten av staden. Dessa faktorer har i sin tur lett till att när man på 1800-talet anlade Sävsjö fanns det stora utrymmen nära järnvägen och stationen som snabbt började bebyggas.

## Fjärrtåg

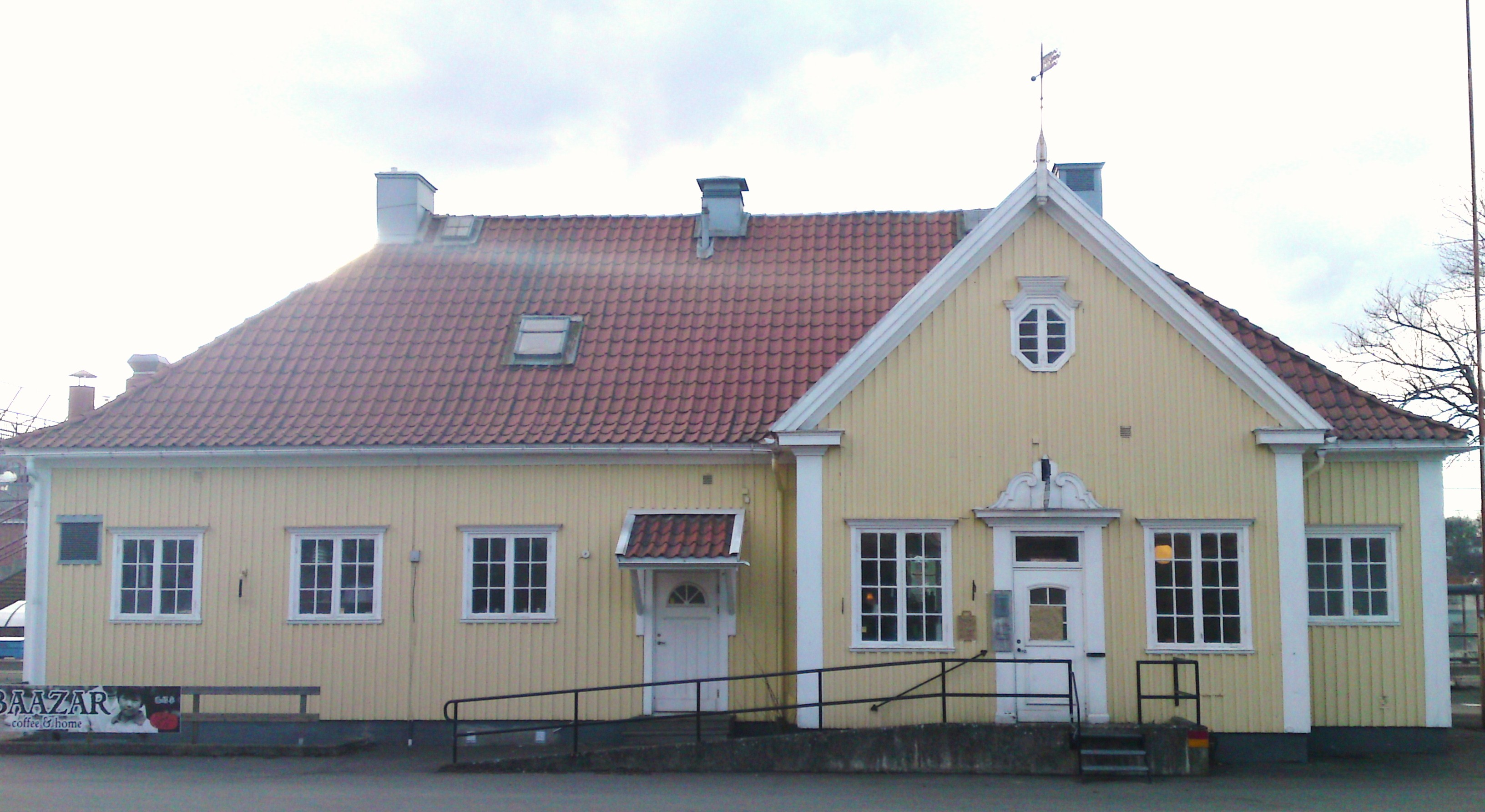
Sävsjö stationshus, byggt omkring 1920, är ett typexempel på tjugotalsklassicism med sin ganska ringa storlek och avskalade träfasad. Märk dock de mycket tidstypiska "träpelarna" som utgör husets knutar.

Fram till 1990-talet stannade samtliga av SJ:s fjärrtåg vid Sävsjö station men under 1990-talet minskade trafiken som stannade vid Sävsjö kraftigt. Detta främst i takt med att allt fler tåg på stambanan blev X2000-tåg. SJ ansåg att det blev för tätt med X2000-stopp på stambanan om man skulle låta tågen stanna i först Alvesta, sedan Sävsjö och därefter Nässjö, då detta är en sträcka av cirka nio mil. När persontrafiken på stambanan i allt högre grad började utgöras av X2000-tåg ledde detta till färre stopp i Sävsjö.
Runt år 2000 stannade inga fjärrtåg i Sävsjö längre, vare sig X2000 eller de långsammare InterCity-tågen. Detta främst på grund av att trafiken med InterCity var nästan obefintlig. Från år 2006 stannade åter samtliga InterCity-tåg på nytt vid Sävsjö station. De enligt många mycket bristfälliga kommunikationerna, främst med SJ:s fjärrtåg, har upprört många och kommunen kämpar flitigt för fjärrtågsstopp (InterCity-avgångar men även X2000-stopp) då de anser att resandeunderlaget är högt.
I december 2011 slutade alla SJ-tåg att stanna vid Sävsjö station.

## Regionaltåg

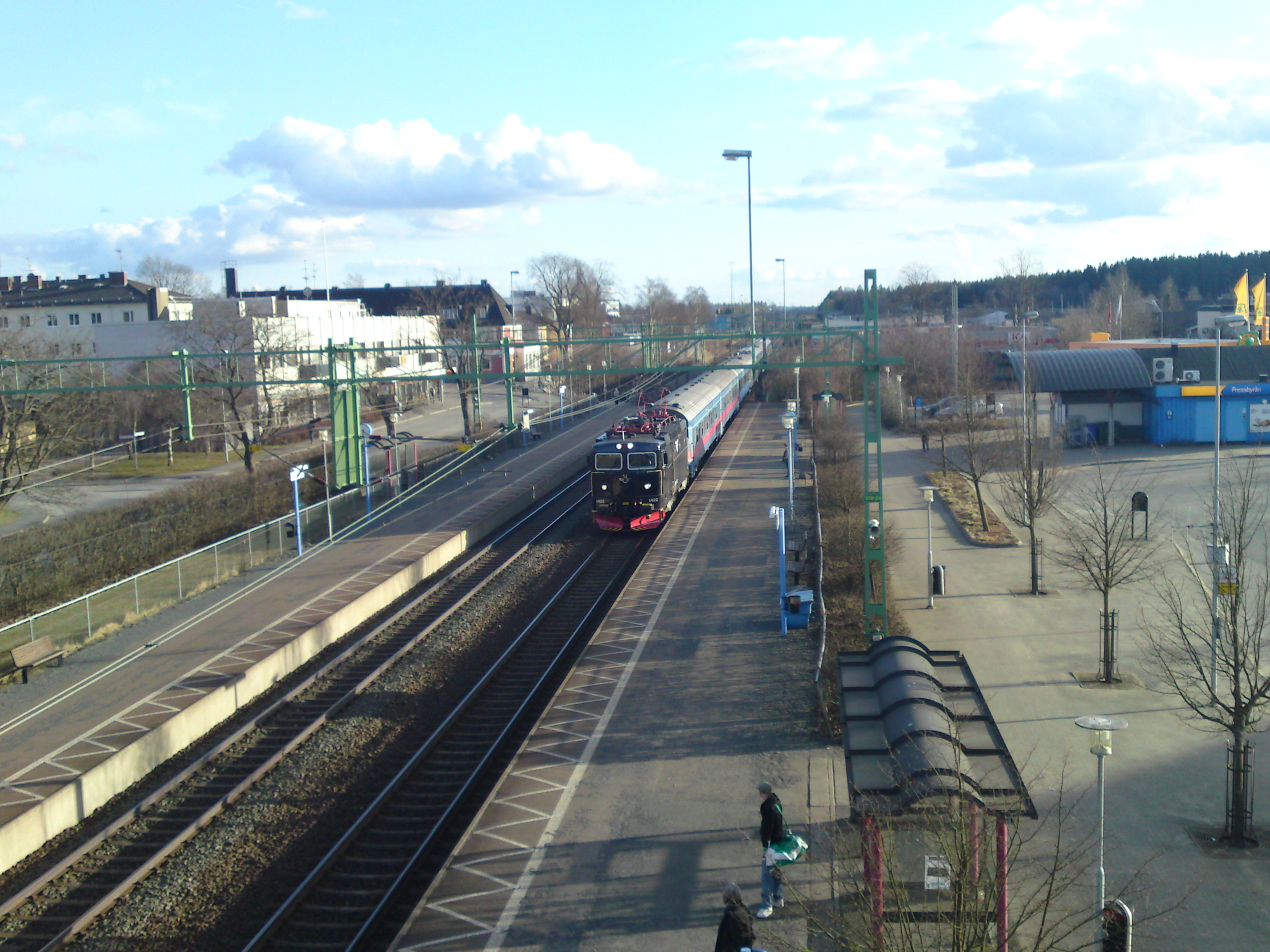
InterCity-tåg nummer 206 ankommer till Sävsjö station, från Malmö C och i riktning mot Stockholm C.

Regionaltågen som går genom kommunen går på Södra stambanan och på samma spår som fjärrtågen, dock finns det så kallade "trespår" på vissa sträckor mellan både Sävsjö-Alvesta och Sävsjö-Nässjö. Sedan en tid är det företaget Veolia som sköter den lokala trafiken i området. Regionaltågen som i stort består av vagnstypen Y1 kallas i allmänhet för Krösatågen. Dessa tåg går från Alvesta till Nässjö och vice versa. Tågen stannar vid Stockaryd, Sävsjö och senare vid Bodafors i Nässjö kommun. Sävsjö är den klart mest använda stationen av dessa med över 500 resenärer per arbetsvecka. Dessa tåg finns i allmänhet till för att förbinda området med de X2000-tåg som stannar i Alvesta och Nässjö men även för kontakten med de större städerna i området, framför allt Jönköping och Växjö.
Under 2007 diskuterade Jönköpings länstrafik en nedläggning av ett flertal lokala tågförbindelser i området där lokalsträckan Nässjö-Sävsjö-Alvesta fanns med i samtalen. De gamla Y1:or som trafikerar sträckan skulle säljas och inköp av nya tåg ansågs inte aktuellt. Men på grund av hårda påtryckningar från Sävsjö kommun men även från Eksjö kommun gav länstrafiken upp försöket till en nedläggning och man valde istället att köpa in två nya Itino-tåg för trafikering av sträcka.
I januari 2012 flyttades Itino-tågen till att enbart gå på icke elektrifierade sträckor, då Jönköpings länstrafik tog över en del fd Pågatågsmotorvagnar av littera X11 och satte dessa i trafik på sträckan Nässjö-Sävsjö-Alvesta-Växjö och omvänt. I Början av Januari 2012 (då samtliga avgångar förlängdes till Växjö) så invigde man även järnvägsstationer i Lammhult och Moheda som Krösatågen började göra uppehåll vid.. Åren 2013-2014 moderniserades de fd Pågatågsmotorvagnarna av littera X11 och fick ny inredning samt utsida med Krösatågs logga.
I takt med den hos Jönköpings länstrafik utökade vagnparken och omställningen till eldrivna tåg har antalet avgångar från Sävsjö ökat. Utökningen innebär vidare att regionaltrafiken mellan Jönköping och Växjö från 2016 huvudsakligen går via Södra stambanan (och därmed Sävsjö), istället för som tidigare via Värnamo. Vid tidtabellskiftet 2018/2019 trafikerades Sävsjö station av 22 avgångar dagligen. Majoriteten av dessa avgångar går hela sträckan Jönköping-Nässjö-Sävsjö-Alvesta-Växjö.
Restiden från Sävsjö till Jönköping är 56 minuter och från Sävsjö till Växjö 52 minuter. Restiden från Sävsjö till Nässjö är 17 minuter och från Sävsjö till Alvesta 34 minuter.